# Khara-Khula
Khara-Khula (andere Schreibweise u. a. Qara Qula Ba'atur Qungtayiji, mongolisch Хархул, ᠬᠠᠷ᠎ᠠ ᠬᠤᠯᠠ; * 16. Jahrhundert; † 1634) war ein Prinz (Tayiji) der Oiraten und regierte etwa von 1600 bis 1634. Er entstammte den Khoros, die im 15. Jahrhundert die Oiraten-Herrscher gestellt hatten und siedelte in der Altai-Region. Sein Verband nahm wenig später in Konkurrenz zu den mongolischen Vasallen der Qing-Dynastie die Bezeichnung Dschungaren (Jüün Ghar), d. h. linker Flügel an und ist auch häufig unter diesem Begriff vermerkt.
Seit dem späten 15. Jahrhundert wurden die Oiraten wiederholt von den Mongolen verdrängt, als deren aggressivster Stamm sich nach ca. 1580 die Khalka herauskristallisierten. Die Oiraten lebten damals entlang des Irtysch und des Altai verstreut und waren sehr fragmentiert, so dass sich manche Anführer zeitweise ihren Nachbarn (Mongolen, Kasachen, Russen) unterwerfen mussten oder zumindest Unterstützung bei ihnen suchten. Im beginnenden 17. Jahrhundert wurden Scholoi-Ubashi Altan Khan (reg. 1586–1627) und sein Sohn Ombo-Erdeni Altan Khan (reg. 1627–1651) von den Khalka in mehreren verlustreichen Auseinandersetzungen zum Hauptgegner der Oiraten.
Ein Teil der Oiraten (besonders Khu Urluk von den Torghuud) entschloss sich zur Abwanderung, während sich ein anderer den Khalka entgegenstellte. Um 1606–09 erzielten sie einen Erfolg gegen den Altan Khan und verdrängten ihn wieder aus der Chovd-Region. Aber 1614/15 waren sie aufgrund eines verlustreichen Winters und eines erneuten Angriffs zur Tributzahlung oder zur Flucht gezwungen. Im Jahr 1616/17 versammelten sich die Oiratenführer um ihr nominelles Oberhaupt Baibagas († ca. 1630, von den Khoshuud), beschlossen inneren Frieden und ein erneutes Vorgehen gegen die Khalka. Aber aufgrund der inneren Rivalitäten blieb der Erfolg zunächst versagt. Khara-Khula suchte 1620 mit einer Gesandtschaft die Hilfe Russlands gegen die Khalka und bekam die Aufforderung, sich dem Zaren zu unterwerfen, aber keine Hilfe. Unzufrieden mit dieser Antwort nahm er an erneuten Streifzügen gegen russische Außenposten teil (1622). In den 1620ern wurde eine Armee von 16.000 Khoshuud, 6.000 Khoros und 14.000 Dörböd, Khoit und Torghuud gegen die Khalka aufgeboten, aber die Kämpfe gegen den Altan Khan gingen 1623 unentschieden aus, trotz vieler Gefangener verlor Khara-Khula auch viele Leute. Nach weiteren erfolglosen Kämpfen konnte der Altan Khan 1628/9 schließlich besiegt werden, und ein Teil der Oiraten kehrte in die Dschungarei zurück.
Der Erfolg war jedoch nur scheinbar, denn trotz der Bedrohung durch die Khalka gerieten die Oiraten 1625–30 in einen schweren Stammeskonflikt. Ihr nominelles Oberhaupt Baibagas, der Tayishi der Khoshuud wurde von seinem Bruder Chokur in einem Erbstreit angefeindet und besiegt. Die anderen Führer, vor allem Dalay-Bagatur († 1637) von den Dörböd und Khara-Khula versuchten im Interesse der Einheit zu vermitteln, hatten aber keinen Erfolg. Letztlich setzte sich die Auflösung der Oiraten-Konföderation fort, bis Khara-Khulas Sohn und Nachfolger Khungtaidschi Batur (reg. 1634–1653) am Imil 1640 bzw. im Siebenstromland das Dsungarische Khanat ausrief.